# Sarcophaga oharai
Sarcophaga oharai är en tvåvingeart som beskrevs av Andy Z. Lehrer 1994. Sarcophaga oharai ingår i släktet Sarcophaga och familjen köttflugor.
Artens utbredningsområde är Malawi. Inga underarter finns listade i Catalogue of Life.